# Carex brachyanthera
Carex brachyanthera är en halvgräsart som beskrevs av Jisaburo Ohwi. Carex brachyanthera ingår i släktet starrar, och familjen halvgräs. Inga underarter finns listade i Catalogue of Life.